# Eschweilera rodriguesiana
Eschweilera rodriguesiana é uma espécie de lenhosa da família Lecythidaceae.
Apenas pode ser encontrada no seguinte país: Brasil, no Amazonas. Conhecida apenas nos arredores de Manaus.
Está ameaçada por perda de habitat.